# Bank of North Dakota
 (juin 2020).
La Bank of North Dakota est une banque basée à Bismarck, dans l’État du Dakota du Nord, aux États-Unis. Il s'agit de la seule banque publique aux États-Unis. Elle a été fondée en 1919.